# Et voilà la vie
Pour les articles homonymes, voir This Is the Life.
Pour plus de détails, voir Fiche technique et Distribution.
Et voilà la vie (This Is the Life) est un film américain réalisé par Felix E. Feist, sorti en 1944.

## Synopsis
Le jour de son 18e anniversaire, l’orpheline Angela Rutherford reçoit un héritage de 6000 $ et son ami Jimmy Plum lui organise une fête. Il lui avoue qu'il l'aime bien mais il est amoureux d’Angela, qui elle-même aime le major Hilary Jarret. Angela est certaine que le père de Jimmy, le Dr Plum, organisera un sursis pour que Jimmy puisse suivre ses traces et aller à l’école de médecine, mais Jimmy insiste sur le fait qu’il va s’enrôler dans l'armée.
Alors qu’elle regarde une Hilary endormie, Angela fantasme qu’elle lui fait la sérénade et quand il se réveille, Angela lui fait comprendre qu’elle est attirée par lui, ce qui l’amène à détourner ses avances et à retourner à New York pour essayer d’être réintégré dans l’armée, après s’être rétabli de la malaria. Angela et sa tante Betsy le suivent. Elle prend des cours de chant, lui montrant ce qu’elle a appris.
Après qu’Hilary ait été déclarée inapte au service actif, Angela l’épuise dans son état dépressif et lui fait accepter des fiançailles. Jimmy se rend à New York et est prêt à abandonner quand il l’apprend, même si Hilary l’encourage à se battre pour Angela.
Jimmy rencontre la photographe Harriet West et apprend qu’elle a un lien avec Hilary, alors il organise une réunion « fortuite » dans une boîte de nuit. Il s’avère que Harriet est l’ex-femme d’Hilary. Le couple est toujours attiré l’un par l’autre, mais Harriet se souvient de leurs affrontements au cours de leurs carrières. Tout le monde n’apprécie pas les plans de Jimmy et lui demande d’abandonner, mais il persiste. Finalement, après que Jimmy ait demandé à Angela d’écouter une conversation entre Hilary et Harriet, elle se rend compte qu’elles s’aiment toujours. Ils se remettent ensemble, tandis que Jimmy s’engage dans l’armée.

## Fiche technique
- Titre français : Et voilà la vie[1]
- Titre original : This Is the Life
- Réalisation : Felix E. Feist
- Scénario : Sinclair Lewis, Fay Wray, Wanda Tuchock
- Photographie : Hal Mohr
- Montage : Ray Snyder
- Direction artistique : John B. Goodman, Harold H. MacArthur
- Décors : R.A. Gausman, Edward R. Robinson
- Costumes : Vera West
- Son : Bernard B. Brown, William Hedgcock
- Musique : Frank Skinner
- Producteur : Bernard W. Burton
- Société de production : Universal Pictures
- Pays de production :  États-Unis
- Langue : Anglais
- Format : Noir et blanc — 35 mm — 1,37:1 — Son : Mono (Western Electric Recording)
- Genre : Comédie dramatique
- Durée : 87 minutes
- Dates de sortie : 
  - États-Unis : 2 juin 1944
  - France : 27 juin 1947[1]

## Distribution
- Donald O'Connor : Jimmy Plum
- Susanna Foster : Angela Rutherford
- Peggy Ryan : Sally McGuire
- Louise Allbritton : Harriet West Jarrett
- Patric Knowles : Major Hilary Jarret
- Dorothy Peterson : Tante Betsy
- Jonathan Hale : Dr Plum
- Eddie Quillan : Gus
- Frank Jenks : Eddie
- Frank Puglia : Professeur de musique
- Maurice Marsac : Leon
- Virginia Brissac : Mme Tiggett

Acteurs non crédités (liste partielle)
- Otto Hoffman : Oscar
- Mantan Moreland : Portier
- Sarah Padden : Sarah
- Walter Sande : Joe
- Martha Vickers : Fille